# Fortaleza Esporte Clube
 (août 2022).
Si vous disposez d'ouvrages ou d'articles de référence ou si vous connaissez des sites web de qualité traitant du thème abordé ici, merci de compléter l'article en donnant les références utiles à sa vérifiabilité et en les liant à la section « Notes et références ».
Maillots
Actualités
Dernière mise à jour : 10 décembre 2024.
Le Fortaleza Esporte Clube est un club brésilien de football basé à Fortaleza dans l'État du Ceará.
Le club évolue en Série A, la 1er division brésilienne. L'équipe joue au stade du Castelão lors des derbies et des matches du championnat national.

## Historique
En 1912, le football est pratiqué à grande échelle dans le Fortaleza de la Belle Époque, où la France connut une période sociale et économique qui inspira grandement la ville de Fortaleza ainsi que de nombreux fils d'aristocrates, qui firent leurs études à Paris.
À son retour de France en 1912, le jeune Alcides Santos fonde un club appelé Fortaleza, mais son activité cesse rapidement. Ce n'est que le 18 octobre 1918 qu'est fondé le Fortaleza Sporting Club (première dénomination du club). Alcides Santos devient alors le premier président et opte pour les couleurs du club : bleu, blanc et rouge, en lien avec le drapeau de la France.
Lors de sa première année d'existence, Fortaleza est sacré champion de l'un des tournois la défunte Ligue Métropolitaine de Ceará et décocheront 7 titres de champion de Ceará durant les dix premières années. Le club accédera par deux fois en finale du championnat brésilien (Série A) en 1960 et 1968 et autant de fois en Série B plus récemment en 2002 et 2004.
Au niveau régional, le Fortaleza Esporte Club a remporté 45 titres du championnat de Ceará contre 45 pour le Ceará Sporting Club. Coupe Norte-Nordeste, Vainqueur : 1946, 1970, Coupe Nordeste: Vainqueur 2019, 2022, 2024
En 2014, Fortaleza a un uniforme en hommage à la France, déjà que le club a une identité forte avec le pays.

## Liste des Présidents
- Alcides de Castro Santos (1918-1920)
- João Gentil (1920-1923)
- Eurico Salgado Duarte (1923-1924)
- Pedro Riquet Nogueira (1925-1926)
- Francisco Luís de Oliveira (1927-1928)
- Lafayette Tapioca (1929)
- Antônio de Pádua Freire (1930-1932)
- Antenor Vale (1933-1934)
- Osvaldo Moreira Lima (1935-1936)
- João Ramos César de Vasconcelos (1937)
- Heitor Ribeiro (1938)
- Meton Borges (1938)
- Demócrito Freire (1938)
- Francisco Araújo (1939-1940)
- José Milton Holanda Pimentel (1940)
- Pedro Riquet Nogueira (1940)
- Capitão Luís Clóvis de Oliveira (1940-1941)
- Adriano Rodrigues Martins (1941)
- Luís Abner (1941-1942)
- Edmar Vilar de Queiróz (1942)
- Ivan César de Vasconcelos (1942-1943)
- Agapito dos Santos Sátiro (1943-1944)
- Capitão Galileu Saldanha de Menezes (1944-1945)
- Capitão Edmar Rabelo Maia (1945-1946)
- José Mário Belém de Figueiredo (1946-1949)
- Francisco Lorda Filho (1949)
- Mendo Leonel Chaves (1949-1950)
- Otoni Diniz (1950)
- Álvaro Paulo Kruel Viana (1950)
- Amaury Barbosa Gurgel (1951)
- José William Girão Frota (1951)
- Arcelino Costa Leitão (1951-1954)
- Francisco Bezerra de Oliveira (1954-1955)
- Pedro Torres (1955)
- Francisco Bezerra de Oliveira (1955-1956)
- Carlos Rolim Filho (1956-1958)
- Francisco Bezerra de Oliveira (1958)
- Francisco Mozart Cavalcante Gomes (1958)
- José Raimundo Costa (1958-1959)
- Manuel Nunes de Oliveira (1959)
- Antônio Luís do Vale (1959)
- Manuel Nunes de Oliveira (1959-1960)
- Otoni Diniz (1960-1961)
- José Raimundo Costa (1961)
- Otoni Diniz (1961-1963)
- José Orestes Cavalcante (1963)
- Francisco Manhães (1963)
- José Raimundo Costa (1964)
- José Orestes Cavalcante (1964)
- José William Girão Frota (1964-1965)
- Francisco Bezerra de Oliveira (1965)
- José Raimundo Costa (1965-1966)
- Francisco Bezerra de Oliveira (1966-1967)
- José Raimundo Costa (1967)
- Edmilson Barros de Oliveira (1967)
- Renato Brito Bastos (1967)
- Abdias Veras Filho (1967)
- Egberto de Paula Rodrigues (1967)
- Edmilson Xavier Bindá (1967-1968)
- Fares Cândido Lopes (1968)
- Otoni Diniz (1968-1969)
- Egberto de Paula Rodrigues (1969)
- José Raimundo Fontenelle (1969)
- José Cidrão de Oliveira (1970-1971)
- José Edyr Sabóia de Castro (1971-1972)
- General Edmar Rabelo Maia (1972-1975)
- Francisco Alves Maia (1975-1976)
- Airton França Rebouças (1977)
- Cid Liberato Paracampos (1977)
- Deputado Alfredo Machado (1977-1978)
- Otoni Diniz (1978)
- Deputado Alfredo Machado (1978-1979)
- Engenheiro Cássio Borges (1979)
- Ezequiel Menezes Filho (1979)
- José Camilo de Aguiar (1979-1980)
- João de Deus Costa Lima (1980)
- Fares Lopes (1980-1981)
- Silvio Carlos Vieira Lima (1981-1982)
- Hélder Veríssimo de Lima (1982-1983)
- Newton Cavalcante de Castro (1983)
- Ney Rebouças (1983-1984)
- Emanoel Papy Sabóia (1984)
- João de Deus Costa Lima (1984)
- João Gonçalves Monteiro (1984)
- Newton Cavalcante de Castro (1984)
- José Nestor Falcão Filho (1985-1986)
- Silvio Carlos Vieira Lima (1987-1989)
- Mauro Moraes de Lima (1989-1990)
- Paulo Rogério Magalhães (1990)
- Péricles Mulatinho (1990)
- Carlos Alberto Ribeiro (1990)
- Péricles Ribeiro Mulatinho (1991-1992)
- Flávio Novaes (1993)
- Fernando Silva (1993)
- Newton Cavalcante (1994)
- Quintino Feitosa (1994)
- Raimundo Regadas (1994)
- José Raimundo Costa (1995)
- Fernando Silva (1995)
- José Raimundo Costa (1995)
- Souza Filho (1996)
- Ciro Nepomuceno (1996)
- José Raimundo Costa (1996)
- Osvaldo Azim (1996-1998)
- Atanásio dos Santos (1998)
- Ariosvaldo Gomes (1998)
- Leonel Pereira Alencar Neto (1998-1999)
- Jorge Alberto Carvalho Mota (1999-2004)
- Clayton Alcântara Veras (2004)
- José Ribamar Felipe Bezerra (2005-2006)
- Marcelo Desidério (2007-2008)
- Lúcio Bonfim (2008-2009)
- Renan Vieira (2009-2010)
- Paulo Arthur (2011)
- Osmar Baquit (2011-2014)
- Jorge Mota (2014-2017)
- Marcello Desidério (2017)
- Luis Eduardo Girão (2017)
- Marcelo Paz (2017—2023)
- Alex Santiago (2024—2025)
- Rolim Machado (2025—)

## Symboles
| Fortaleza Esporte Clube | Fortaleza Esporte Clube | Fortaleza Esporte Clube | Fortaleza Esporte Clube | Fortaleza Esporte Clube | Fortaleza Esporte Clube | Fortaleza Esporte Clube | Fortaleza Esporte Clube |
| 1918                    | 1940s                   | 1940s - 1950s           | 1950s                   | 1960s                   | 2019-                   |                         |                         |
| ----------------------- | ----------------------- | ----------------------- | ----------------------- | ----------------------- | ----------------------- | ----------------------- | ----------------------- |

### Mascotte

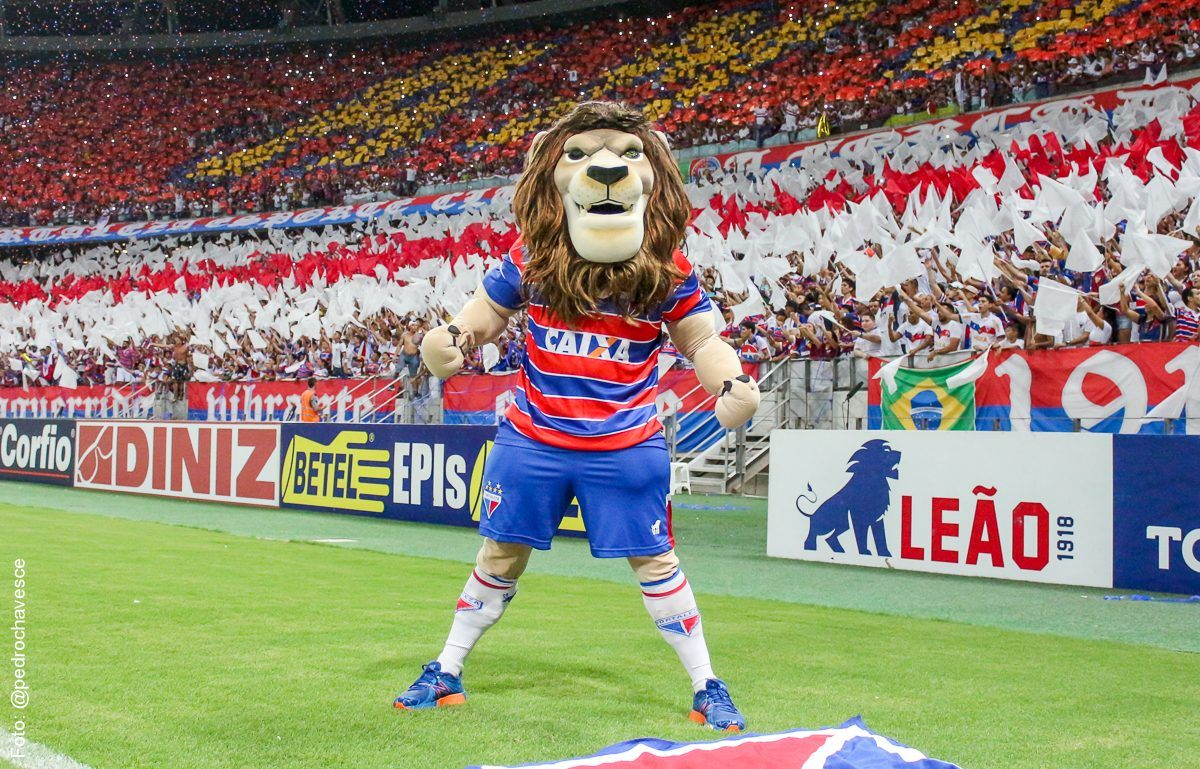
Mascotte - Fortaleza

Le lion, symbole de force et de détermination, est la mascotte du Fortaleza Esporte Clube, et celui qui a le plus contribué à populariser ce surnom était le jounaliste Vicente Alencar. Après le transfert du siège social du club, du quartier de Gentilândia à celui de Pici, dans les années 1960, le club est renommé le Lion du Pici en référence au quartier où est localisé le "Parque dos Campeonatos".

### Hymne
Le premier hymne de Fortaleza a été composé en 1959, par José Jatahy. Depuis 1967, l'hymne officiel est celui composé par le poète Jackson de Carvalho. L'enregistrement se fait en octobre de la même année avec Manuel Ferreira comme chef d'orchestre et Manoel Paiva.
En 2004, la revue Placar lance un deuxième CD d'hymnes où des artistes brésiliens interprètent les chansons des 16 principaux clubs de football du pays. L'hymne de Fortaleza est interprété par le chanteur Raimundo Fagner. Il représentera le club par deux fois lors des matches contre l'América et Maranguape. Lors d'une interview dans le magazine Veja, le chanteur-compositeur Chico Buarque considéra le second hymne de Fortaleza le plus beau de tous les hymnes, mais selon lui, le plus beau est celui du Fluminense.

## Palmarès
- Championnat du Brésil de football :
  - Finaliste : 1960, 1968.
- Copa Sudamericana :
  - Finaliste : 2023.
- Championnat du Brésil de Série B (1)
  - Champion : 2018
- Coupe Norte-Nordeste :
  - Vainqueur : 1946, 1970.
- Coupe Nordeste :
  - Vainqueur : 2019, 2022, 2024
- Championnat du Ceará :
  - Vainqueur (46) : 1920, 1921, 1923, 1924, 1926, 1927, 1928, 1933, 1934, 1937, 1938, 1946, 1947, 1949, 1953, 1954, 1959, 1960, 1964, 1965, 1967, 1969, 1973, 1974, 1982, 1983, 1985, 1987, 1991, 1992, 2000, 2001, 2003, 2004, 2005, 2007, 2008, 2009, 2010, 2015, 2016, 2019, 2020, 2021, 2022, 2023.
- Coupe des Champions Cearenses :
  - Vainqueur : 2016
- Tournoi Métropolitain :
  - Vainqueur : 1919 (1er tournoi).

## Statistiques
- Championnat du Ceará

## Chiffres et faits marquants

### Records
| Records du Fortaleza Esporte Clube                                           | Records du Fortaleza Esporte Clube | Records du Fortaleza Esporte Clube | Records du Fortaleza Esporte Clube |
| Record                                                                       | Recordman                          | Nombre total                       |                                    |
| ---------------------------------------------------------------------------- | ---------------------------------- | ---------------------------------- | ---------------------------------- |
| Matches joués                                                                | Dude                               | 402 matches                        |                                    |
| Entraîneur le plus capé                                                      | Moésio Gomes                       | 290 matches                        |                                    |
| Meilleur buteur                                                              | Croinha                            | 138 buts                           |                                    |
| Meilleur buteur en Série A                                                   | Rinaldo                            | 27 buts entre 2005 et 2006         |                                    |
| Meilleur buteur en championnat d'État                                        | Sandro Preigschadt                 | 39 buts en 1997                    |                                    |
| Records du Clássico-Rei, pour Fortaleza                                      |                                    |                                    |                                    |
| Record                                                                       | Recordman ou années                | Nombre total                       |                                    |
| Meilleur buteur do Clássico-Rei                                              | Juracy                             | 25 buts                            |                                    |
| Plus grand nombre de buts en Clássico-Rei                                    | 1937                               | 7 - 6                              |                                    |
| Invincibilité en années                                                      | 1932 à 1939                        | 7 ans                              |                                    |
| Invincibilité en matches officiels                                           | 1999 à 2001                        | 16 matches                         |                                    |
| Plus large victoire                                                          | 1927                               | 8 - 0                              |                                    |
| Fortaleza, primeiro time cearense a vencer nos grandes estádios brasileiros: |                                    |                                    |                                    |
| Stade                                                                        | Adversaire                         | Score                              |                                    |
| Maracanã                                                                     | Flamengo en 2003                   | 2 - 0                              |                                    |
| Estádio do Morumbi                                                           | Palmeiras en 1984                  | 1 - 0                              |                                    |
| Estádio Mineirão                                                             | Atlético Mineiro en 1974           | 1 - 0                              |                                    |
| Estádio Parque Antártica                                                     | Palmeiras en 2005                  | 2 - 1                              |                                    |

| Records du Fortaleza Esporte Clube                                           | Records du Fortaleza Esporte Clube | Records du Fortaleza Esporte Clube | Records du Fortaleza Esporte Clube |
| Record                                                                       | Recordman                          | Nombre total                       |                                    |
| ---------------------------------------------------------------------------- | ---------------------------------- | ---------------------------------- | ---------------------------------- |
| Matches joués                                                                | Dude                               | 402 matches                        |                                    |
| Entraîneur le plus capé                                                      | Moésio Gomes                       | 290 matches                        |                                    |
| Meilleur buteur                                                              | Croinha                            | 138 buts                           |                                    |
| Meilleur buteur en Série A                                                   | Rinaldo                            | 27 buts entre 2005 et 2006         |                                    |
| Meilleur buteur en championnat d'État                                        | Sandro Preigschadt                 | 39 buts en 1997                    |                                    |
| Records du Clássico-Rei, pour Fortaleza                                      |                                    |                                    |                                    |
| Record                                                                       | Recordman ou années                | Nombre total                       |                                    |
| Meilleur buteur do Clássico-Rei                                              | Juracy                             | 25 buts                            |                                    |
| Plus grand nombre de buts en Clássico-Rei                                    | 1937                               | 7 - 6                              |                                    |
| Invincibilité en années                                                      | 1932 à 1939                        | 7 ans                              |                                    |
| Invincibilité en matches officiels                                           | 1999 à 2001                        | 16 matches                         |                                    |
| Plus large victoire                                                          | 1927                               | 8 - 0                              |                                    |
| Fortaleza, primeiro time cearense a vencer nos grandes estádios brasileiros: |                                    |                                    |                                    |
| Stade                                                                        | Adversaire                         | Score                              |                                    |
| Maracanã                                                                     | Flamengo en 2003                   | 2 - 0                              |                                    |
| Estádio do Morumbi                                                           | Palmeiras en 1984                  | 1 - 0                              |                                    |
| Estádio Mineirão                                                             | Atlético Mineiro en 1974           | 1 - 0                              |                                    |
| Estádio Parque Antártica                                                     | Palmeiras en 2005                  | 2 - 1                              |                                    |

### Faits marquants

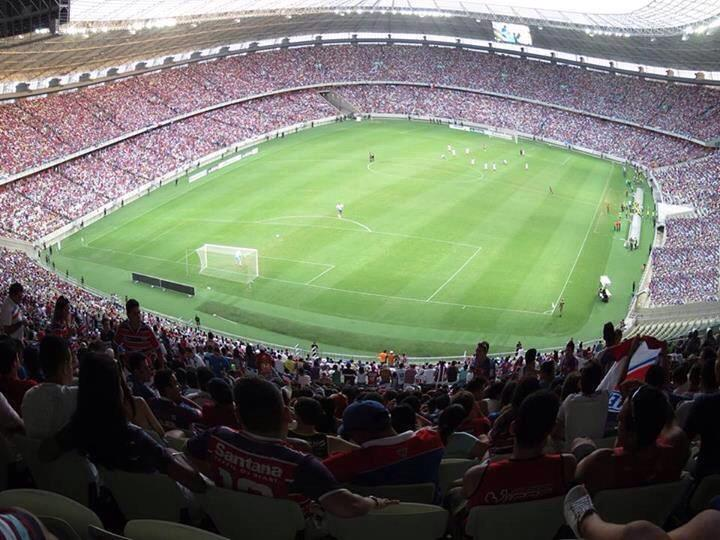
Supporters du Fortaleza.

- Le Fortaleza Esporte Clube est la seule équipe de Ceará à être vice-championne du championnat brésilien de Série A, en 1960 et 1968.
- Fortaleza est le seul club du Ceará à avoir un meilleur buteur lors d'un championnat de Série A. En 1960, Francisco Gervazio Filho, alis Bececê, a été meilleur buteur du championnat avec 7 buts.
- Fortaleza a remporté 45 fois le championnat du Ceará, en étant invaincu à 6 reprises, dont deux fois de suite en 1927 et 1928.
- Les étoiles au-dessus du blason ont été mises pour les raisons suivantes : deux étoiles blanches représentant les deux titres du championnat Norte-Nordeste, conquis par le Lion en 1946 et 1970 ; quatre étoiles jaunes représentant la conquête du quatrième championnat du Ceará remporté consécutivement par les tricolores en 2007, 2008, 2009 et 2010.
- Plusieurs joueurs du Fortaleza Esporte Clube ont participé à la Coupe du monde: 1970 - Ado et Baldocchi; 1974 - Marinho Chagas; 1986 - Josimar. En Coupe des confédérations: 1999 - César Belli ; 2001 - César Belli.
- De nombreux joueurs ont également participé aux : Jeux olympiques : 1976 - Júlio César Uri Geller, 2000 - Baiano. Ou encore aux Jeux panaméricains: 1987 - Washington ; 2003 - Marcelo Nicácio, Moreno et Wendel ; 2007 - Hurtado.
- Fortaleza est la seule équipe à avoir un champion évoluant comme gardien et défenseur. Lors de la triple victoire en 1926/27/28, Rolinha, qui fut gardien en 1926 et 1927, a remporté le titre de 1928 en tant que défenseur.
- En 1959, à la fin du match amical contre Santos, Pelé fit un tour de terrain vêtu du maillot de Fortaleza, le score fut de 2-2.
- La victoire 12 à 1 contre Gentilândia, le 10 février 1963, fut la plus large victoire historique du club à l'Estádio Presidente Vargas, avec des buts de Haroldo (7), Mozart (4) et Nagibe contre un but de João pour Gentilândia.
- Un match amical en commémoration au titre de champion du Ceará 1967 a eu lieu Estádio Presidente Vargas contre Fluminense le 25 janvier 1968. Ce jour-là, Garrincha, l'Ange aux jambes tordues, portait le maillot tricolore pendant 45 minutes, ce qui restera pour toujours dans les mémoires des 3 399 supporters. Fortaleza remporta le match 1-0, grâce à un but de Humaitá.

- Plusieurs joueurs de l'effectif du Fortaleza Esporte Clube ont participé à différentes compétitions : Copa América : 1987 - Mirandinha ; 1995 - Marcelo Escudero ; 1999 - César Belli. La CONCACAF : 2003: Alexandre Negri et en Coupe des confédérations 1995 : Marcelo Escudero.
- Fortaleza fut le seul club de Ceará à disputer le Tournoi des Champions, réalisé en 1982, avec les champions et vice-champions du Championnat brésilien et du Tournoi Rio-São Paulo, en jouant les matches suivants : Internacional 1-0 Fortaleza (24/04), Bahia 0-1 Fortaleza (01/05), Fortaleza 1-1 Náutico (09/05), Fortaleza 3-1 Internacional,(16/05), Fortaleza 2-2 Bahia (25/05), Náutico 1-1 Fortaleza (30/05).
- Dans les années 2000, Fortaleza devient le premier club de l'État à avoir un programme TV exclusivement dédiée à ses supporters, à travers des reportages sur le football, les sports olympiques et ses supporters.
- Les meilleurs buteurs de Fortaleza du championnat brésilien sont : en premier, Rinaldo avec 52 buts, Vinícius avec 33 buts, Clodoaldo avec 31 buts et Marciano avec 22 buts.

### Les Clássicos de l'État de Ceará
Au football, les principaux rivaux du club sont Ceará et le Ferroviário.
En presque un siècle d'histoire, le Clássico-Rei de Ceará est la confrontation entre le Fortaleza Esporte Clube et le Ceará Sporting Club. En ce qui concerne les statistiques, certains sites ne respectent pas les chiffres exactes des matches par manque de sources. On sait que le premier match officiel entre les deux équipes a eu lieu en 1920 d'après la Fédération de Ceará, étant donné qu'il n'y a aucune trace des années précédentes.
La plus large victoire en Clássico-Rei fut lors du championnat du Ceará en 1927, au cours de laquelle Fortaleza inflige un 8-0 à son adversaire. Buts marqués par Hildebrando (3), Pirão (2), Xixico, Humberto et Juracy.
Le "Clássico das Cores" (Classique des couleurs) eut lieu pour la première fois dans le Ceará en 1938, avec une victoire tricolore par 2 à 0. Le Ferroviário, par deux fois, a empêché Fortaleza de remporter en championnat deux fois de suite. Cela s'est passé en 1968 et 1988.
La plus large victoire de Fortaleza sur Ferroviário fut un 5 à 0, dans le cadre du championnat du Ceará, ce qui est la plus large victoire avec celle en Série C en 1998, avec une victoire de Fortaleza 7 buts à 4. La plus grande série de matches nuls eut lieu entre 1989 et 1990 (7 matches).
La meilleure série en Clássico appartient à Fortaleza, qui, en 27 matches, a remporté 21 victoires pour 6 matches nuls contre le Ferroviário, entre le 1er juillet 1999 et le 28 janvier 2007. La plus grande série de victoires pour le Lion est de 11, entre 1999 et 2002.

## Effectif actuel
| N° | Nat.                   | Poste | Nom du joueur                                    |
| -- | ---------------------- | ----- | ------------------------------------------------ |
| 1  | Drapeau du Brésil      | G     | Marcelo Boeck                                    |
| 2  | Drapeau du Brésil      | D     | Tinga (capitaine)                                |
| 3  | Drapeau de l'Équateur  | D     | Anthony Landázuri                                |
| 4  | Drapeau du Brésil      | D     | Titi                                             |
| 5  | Drapeau du Brésil      | D     | Marcelo Benevenuto                               |
| 6  | Drapeau de la Colombie | D     | Brayan Ceballos                                  |
| 7  | Drapeau du Brésil      | A     | Robson                                           |
| 8  | Drapeau du Brésil      | M     | Caio Alexandre (en prêt des Vancouver Whitecaps) |
| 9  | Drapeau de l'Argentine | A     | Silvio Romero (en prêt de l’Independiente)       |
| 10 | Drapeau du Brésil      | M     | Lucas Crispim                                    |
| 11 | Drapeau du Brésil      | A     | Romarinho                                        |
| 12 | Drapeau du Brésil      | G     | Kennedy                                          |
| 13 | Drapeau du Brésil      | M     | Lucas Lima (en prêt de Palmeiras)                |
| 14 | Drapeau du Brésil      | M     | Ronald                                           |
| 15 | Drapeau du Brésil      | M     | Felipe                                           |
| 16 | Drapeau du Brésil      | G     | Fernando Miguel                                  |

| No. | Nat.                   | Position | Nom du joueur                                |
| --- | ---------------------- | -------- | -------------------------------------------- |
| 17  | Drapeau du Brésil      | M        | Zé Welison (en prêt de l’Atlético Mineiro)   |
| 19  | Drapeau de l'Argentine | D        | Emanuel Brítez                               |
| 20  | Drapeau du Brésil      | M        | Matheus Vargas                               |
| 21  | Drapeau du Brésil      | A        | Moisés                                       |
| 25  | Drapeau du Brésil      | G        | Luan Polli                                   |
| 26  | Drapeau du Brésil      | M        | Sammuel                                      |
| 27  | Drapeau du Brésil      | M        | Fabrício Baiano                              |
| 28  | Drapeau du Brésil      | D        | Habraão                                      |
| 29  | Drapeau du Brésil      | D        | Juninho Capixaba (en prêt de Grêmio)         |
| 32  | Drapeau du Brésil      | A        | Pedro Rocha                                  |
| 34  | Drapeau de l'Argentine | A        | Valentín Depietri                            |
| 35  | Drapeau du Brésil      | M        | Hércules                                     |
| 40  | Drapeau du Brésil      | D        | Vitor Ricardo                                |
| 80  | Drapeau du Venezuela   | M        | Rómulo Otero                                 |
| 88  | Drapeau du Brésil      | M        | Lucas Sasha                                  |
| 91  | Drapeau du Brésil      | A        | Thiago Galhardo (en prêt de l’Internacional) |